# Un cadeau de Noël presque parfait
Un cadeau de Noël presque parfait (Holly's Holiday) est un téléfilm de Noël américain réalisé par Jim Fall et diffusé le 8 décembre 2012 sur Lifetime.

## Synopsis
Toute la vie professionnelle de Holly Maddux lui sourit mais côté sentimental ce n'est pas vraiment la joie. Elle cherche désespérément son prince charmant. Un beau jour, elle rencontre un mannequin d'une vitrine de Noël, un jeune homme en apparence parfait en tous points et dont elle tombe immédiatement sous le charme...

## Fiche technique
- Titre original : Holly's Holiday
- Réalisation : Jim Fall
- Scénario : Andrea Janakas (en) et Justine Cogan
- Photographie : John Matysiak
- Musique : Christopher Farrell
- Pays d'origine :  États-Unis
- Langue originale : anglais
- Durée : 85 minutes
- Date de diffusion :
  -  France : 26 décembre 2013 sur TF1

## Distribution
- Claire Coffee (VF : Sybille Tureau) : Holly Maddux
- Ryan McPartlin (VF : Stéphane Pouplard) : Bo
- Gabrielle Dennis (en) (VF : Marie Giraudon) : Deena
- Jeff Ward (VF : Ludovic Baugin) : Milo Ames
- Annie Quinn (VF : Laurence Sacquet) : Meg
- Mark Lindsay Chapman : Livingston
- Matt Riedy (VF : Jean Roche) : Mike
- Robin Riker (VF : Catherine Lafond) : Carol
- Megan Stevenson (VF : Christelle Lang) : Brandi

Studio de doublage : Mediadub International
Direction artistique : Philippa Roche
Adaptation : Sophie Balaguer

## Accueil
Le téléfilm a été vu par 1,674 million de téléspectateurs lors de sa première diffusion.